# إعصار إيان
إعصار إيان (بالإنجليزية: Hurricane Ian)‏ هو إعصار استوائي من الفئة الرابعة يهدد حاليًا في على شبه جزيرة فلوريدا بعد أن ضرب جزر كايمان وغرب كوبا. وهو تاسع عاصفة تم تسميتها، ورابع إعصار بشكل عام، وثاني إعصار رئيسي في موسم أعاصير الأطلسي لعام 2022.
نشأ إعصار إيان من موجة استوائية حددها المركز الوطني للأعاصير في شرق جزر ويندوارد في 19 سبتمبر 2022. بعدها بيومين انتقلت الموجة إلى البحر الكاريبي، حيث جلبت الرياح والأمطار الغزيرة إلى جزر الأي بي سي وترينيداد وتوباغو والسواحل الشمالية لفنزويلا وكولومبيا في 21-22 سبتمبر.